# Ґілювка (Мазовецьке воєводство)
Ґілювка (пол. Gilówka) — село в Польщі, у гміні Нове-Място-над-Пилицею Груєцького повіту Мазовецького воєводства.
Населення — 8 осіб (2011).
У 1975-1998 роках село належало до Радомського воєводства.

## Демографія
Демографічна структура станом на 31 березня 2011 року:
|          | Загалом | Допрацездатний вік | Працездатний вік | Постпрацездатний вік |
| -------- | ------- | ------------------ | ---------------- | -------------------- |
| Чоловіки | 4       | 1                  | 2                | 1                    |
| Жінки    | 4       | 1                  | 2                | 1                    |
| Разом    | 8       | 2                  | 4                | 2                    |